# Efigenia
Santa Efigenia de Etiopía es una santa de la Iglesia copta y la Iglesia católica, una de las responsables de la diseminación del cristianismo en Etiopía. Es festejada el día 21 de septiembre.
El nombre es de origen egipcio y significa «madre fuerte».
Efigenia, era hija del rey etíope Egipo a principios del siglo I. Tenía Efigenia un hermano mayor, llamado Efronio. A los ocho años de la Ascensión de Jesús, llegó San Mateo (21 de septiembre) a la tierra de los nubios, o sea, Etiopía. Allí buscó a aquel eunuco etíope bautizado por el diácono San Felipe (27 de octubre en la Iglesia Etíope), que ya había regresado a su tierra y esperaba apóstoles de Cristo. Este eunuco introdujo en la corte a Mateo y sus «coajutores», que eran discípulos de Cristo y los Apóstoles. Mateo predicó, derrotó a los magos paganos Arfaxad y Zoroes, expulsó demonios y convirtió a las gentes. Enterado el rey, tomó partido neutral, permitió la predicación del cristianismo, pero continuó prefiriendo la religión anterior. Sin embargo, Efigenia abrazó el cristianismo, y buscó la manera de hacerle venir al palacio para que instruyera a su padre. Como no lo lograba, enfermó de tristeza.  
Fue dedicada a Dios por San Mateo el Apóstol. Cuando Hirtaco sucedió al rey, le prometió al apóstol la mitad de su reino si persuadía a Efigenia a casarse con él. Mateo invitó al rey a una misa donde le explicó que Efigenia ya estaba consagrada al Señor. Enfurecido, Hirtaco mandó a sus hombres a matar a Mateo al pie del altar, convirtiéndose en mártir de la fe cristiana. 
Una leyenda cuenta que al no haber inclinado a Efigenia a su deseo, Hirtaco trató de destruir su hogar con fuego. Sin embargo, el apóstol apareció y protegió la casa de las flamas, dirigiéndolas hacia el palacio real. El hijo del rey fue tomado por diablo y el rey mismo contrajo lepra y murió de ella. La gente entonces escogió al hermano de Efigenia como su rey, quien reinó por 70 años, dejando su reino a su hijo que construyó varias iglesias cristianas en Etiopía.

## Perú
Santa Efigenia es venerada en la ex hacienda La Quebrada, ubicada en el distrito de San Luis de Cañete, uno de los enclaves de la cultura afroperuana. Se desconoce el origen del culto en este lugar, sin embargo existe un lienzo denominado "Asunción de Santa Efigenia" que data del siglo XVIII. A pesar de esto, no se ha encontrado información o registros sobre festividades de veneración de aquella época.
Recién en 1994, un grupo de pobladores de Cañete deciden iniciar una festividad en honor a la santa. Con esta iniciativa, es que Santa Efigenia logra ser nombrada "Protectora del Arte Negro Peruano", por la Municipalidad Provincial de Cañete. Desde entonces, cada 21 de septiembre los descendientes africanos de diversas partes del Perú asisten a su festividad. Es la única veneración de una santa negra en el país. Esta festividad generó controversias debido a que, la organización de la celebración decidió ofrecer potajes realizados con carne de gato con el fin de suscitar la atención de visitantes.

## Cuba
La necrópolis de Santa Ifigenia fue fundada el 28 de abril de 1868, considerada oficialmente como la tercera de su tipo en la Isla, Apenas estuvo antecedida por los cementerios de Espada y Colón, en La Habana. Por sus valores arquitectónicos y significación histórica para el pueblo cubano, el 7 de febrero de 1937 fue declarada Monumento Nacional e igualmente ratificada el 20 de mayo de 1979. En el año 2003 se le otorgó el Premio Nacional de Conservación. En sus panteones descansan figuras trascendentales de la política, el deporte y otras esferas de la sociedad santiaguera y nacional, pero una sobresale por resguardar la memoria del "Padre de la Patria", como se tildó a Carlos Manuel de Céspedes, iniciador de las guerras por la independencia contra la dominación colonial, libertador de esclavos. Desde el domingo 4 de diciembre de 2016 allí reposan los restos de Fidel Castro, cremados como él lo pidió, en un pequeño mausoleo sin ostentaciones grandilocuentes.
La urna de cedro con sus cenizas está dentro de un sencillo monolito. La dura roca de granito gris fue trasladada desde el seno de la Sierra Maestra. En los alrededores, una pirámide verde de hormigón con los grados de Comandante en Jefe y el concepto de Revolución enarbolado por el propio líder y exmandatario de la Isla.
Posee una extensión de 133 mil metros cuadrados.